# Tobin Bell

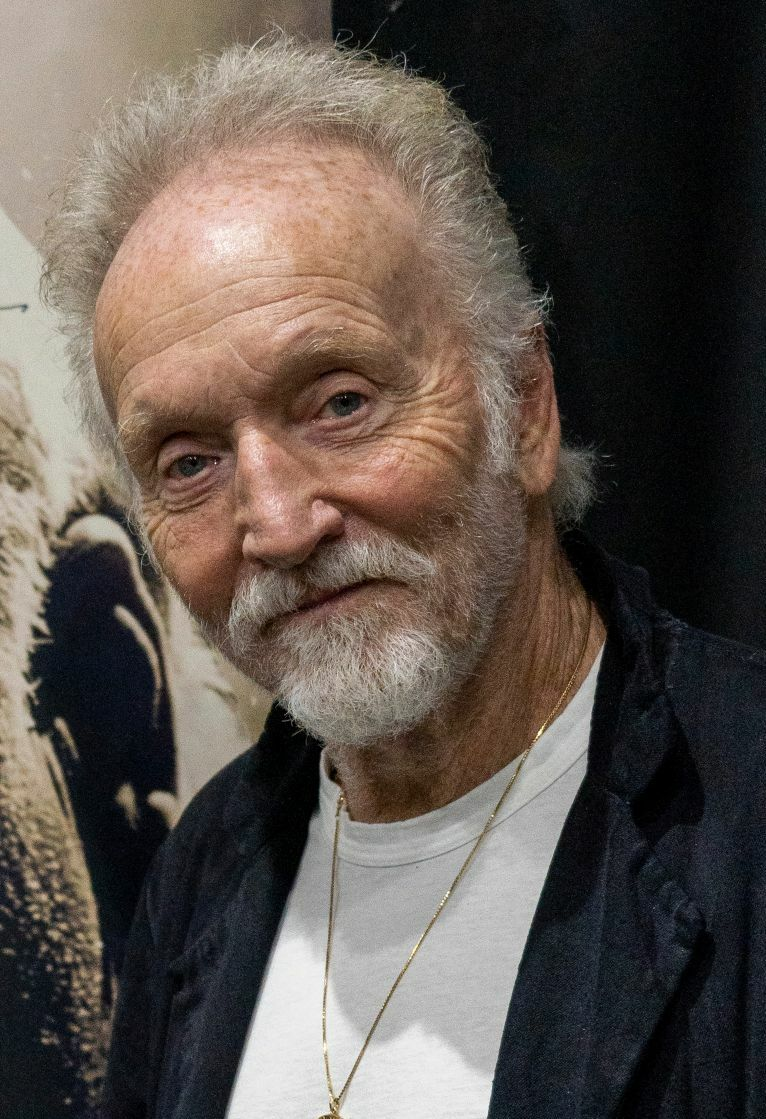
Tobin Bell, 2019

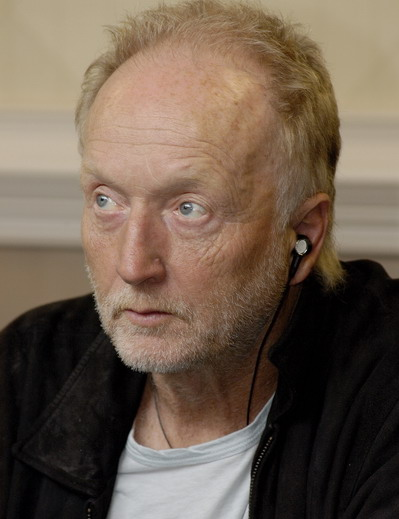
Tobin Bell, 2007

Tobin Bell (* 7. August 1942 in Queens, New York City; eigentlich Joseph Henry Tobin) ist ein US-amerikanischer Schauspieler. Einem breiteren Publikum wurde er durch seine Rolle des Serienmörders John Kramer (Jigsaw) aus der Saw-Filmreihe bekannt.

## Leben
Bell wuchs in Weymouth, Massachusetts auf. Seine Mutter ist die britische Schauspielerin Eileen Bell. Bell absolvierte die Boston University. Schauspielunterricht nahm er bei Lee Strasberg und Ellen Burstyn am New York’s Actor Studio und bei Sanford Meisner am Neighborhood Playhouse. Er trat auf verschiedenen Theaterbühnen in New York auf.
Bell spielt oft die Rolle des Bösewichts und Serienmörders. Seine bekannteste Rolle ist die des Serienmörders Jigsaw in den Saw-Filmen, die Bell seit 2004 übernimmt. Er wurde bei den MTV Movie Awards 2006 für Saw II als „Bester Filmbösewicht“ nominiert. Weiter hatte er eine Rolle in der zweiten Staffel der Fernsehserie 24 (2003). Ferner hatte er Gastauftritte in verschiedenen Serien (z. B. Nikita) oder war in Filmen, wie beispielsweise GoodFellas – Drei Jahrzehnte in der Mafia von Martin Scorsese, Die Firma von Sydney Pollack mit Tom Cruise, In the Line of Fire – Die zweite Chance mit Clint Eastwood und Schneller als der Tod mit Sharon Stone, zu sehen. Seit 2016 hatte er eine Nebenrolle in der Serie The Flash, in der er die Stimme des Bösewichts Savitar/Alchemy war. Sein Schaffen umfasst mehr als 120 Produktionen.
Als Autor hat Bell einige Drehbücher und Bühnenstücke verfasst. Er ist verheiratet, hat zwei Kinder und lebt in New York und Los Angeles.

## Filmografie (Auswahl)
- 1982: Tootsie
- 1982: The Verdict – Die Wahrheit und nichts als die Wahrheit (The Verdict)
- 1988: Mississippi Burning – Die Wurzel des Hasses (Mississippi Burning)
- 1989: Der perfekte Zeuge (Perfect Witness)
- 1990: GoodFellas – Drei Jahrzehnte in der Mafia (Goodfellas)
- 1990: Jake und McCabe – Durch dick und dünn (Jake and the Fatman, Fernsehserie)
- 1991: Liebe, Lüge, Mord (Love, Lies and Murder)
- 1992: Jack Ruby – Im Netz der Mafia (Ruby)
- 1993: Boiling Point – Die Bombe tickt (Boiling Point)
- 1993: Seinfeld (Fernsehserie, Episode 4x18 Der alte Mann)
- 1993: Die Firma (The Firm)
- 1993: In the Line of Fire – Die zweite Chance (In the Line of Fire)
- 1993: Malice – Eine Intrige (Malice)
- 1993, 1996: New York Cops – NYPD Blue (NYPD Blue, Fernsehserie)
- 1994: Emergency Room – Die Notaufnahme (ER, Fernsehserie)
- 1994: Der Todesplanet (New Eden)
- 1995: Serial Killer
- 1995: Schneller als der Tod (The Quick and the Dead)
- 1996: Chicago Hope – Endstation Hoffnung (Chicago Hope, Fernsehserie)
- 1997: Nikita (Fernsehserie, Episode 1x06: Giftgasanschlag bzw. Love)
- 1997: Nash Bridges (Fernsehserie)
- 1997: Stargate – Kommando SG-1 (Stargate SG-1, Fernsehserie, Episode 1x17, Enigma)
- 1998: Brown’s Requiem
- 1998: Kick Fire – Ohne jede Vorwarnung (Best of the Best: Without Warning)
- 1998: Tod in einer Sommernacht (One Hot Summer Night / The Trophy Wife’s Secret)
- 1998: Liebe per Express (Overnight Delivery)
- 1998: Rache nach Plan (Vengeance Unlimited: Bitter End, Fernsehserie, Episode 1x04)
- 1998: Walker, Texas Ranger (Fernsehserie)
- 1999: The 4th Floor – Haus der Angst (The 4th Floor)
- 2000: Virtual Reality (Fernsehserie)
- 2000: Akte X – Die unheimlichen Fälle des FBI (The X-Files, Fernsehserie, Episode: Nikotin)
- 2000: Pretender (Fernsehserie)
- 2001: Good Neighbor
- 2001: Die Sopranos (The Sopranos, Fernsehserie)
- 2001: Alias – Die Agentin (Alias, Fernsehserie)
- 2002: Fusion Factor – Wenn Macht zur tödlichen Gefahr wird (Power Play)
- 2002: Charmed – Zauberhafte Hexen (Charmed, Fernsehserie)
- 2002: The West Wing – Im Zentrum der Macht (The West Wing, Fernsehserie)
- 2002: Black Mask 2: City of Masks
- 2003: 24 (Fernsehserie, 2. Staffel)
- 2004: Saw
- 2005: Revelations – Die Offenbarung (Revelations, Miniserie)
- 2005: Saw II
- 2006: Saw III
- 2007: R. L. Stine’s Und wieder schlägt die Geisterstunde: Das Monster, das ich rief (The Haunting Hour: Don’t Think About It)
- 2007: Buried Alive
- 2007: Todes-Date 2 (Decoys 2: Alien Seduction)
- 2007: Boogeyman 2 – Wenn die Nacht Dein Feind wird (Boogeyman 2)
- 2007: Kill Point
- 2007: Saw IV
- 2008: Saw V
- 2009: Saw VI
- 2010: Saw 3D – Vollendung (Saw 3D)
- 2014: Criminal Minds (Fernsehserie, Episode 9x20)
- 2014: Dark House (Haunted)
- 2014: Finders Keepers (Fernsehfilm)
- 2014: Phantom Halo – Brüder am Abgrund (Phantom Halo)
- 2015: Manson Family Vacation
- 2016–2017, 2023: The Flash (Fernsehserie, Stimme)
- 2017: 12 Feet Deep
- 2017: Jigsaw
- 2020: The Call
- 2020: MacGyver (Fernsehserie, 2 Episoden)
- 2021: Let Us In
- 2021: Aileen Wuornos: American Boogeywoman
- 2022: Wolf Mountain
- 2022: Sleep No More
- 2023: ReBroken
- 2023: Cello
- 2023: Saw X
- 2023: The Curse of the Clown Motel
- 2024: Altered Reality

## Videospiele
- 2009: Saw (Stimme)
- 2010: Saw II: Flesh and Blood (Stimme)